# 科尔山
46°48′00″N 14°58′59″E / 46.800°N 14.983°E

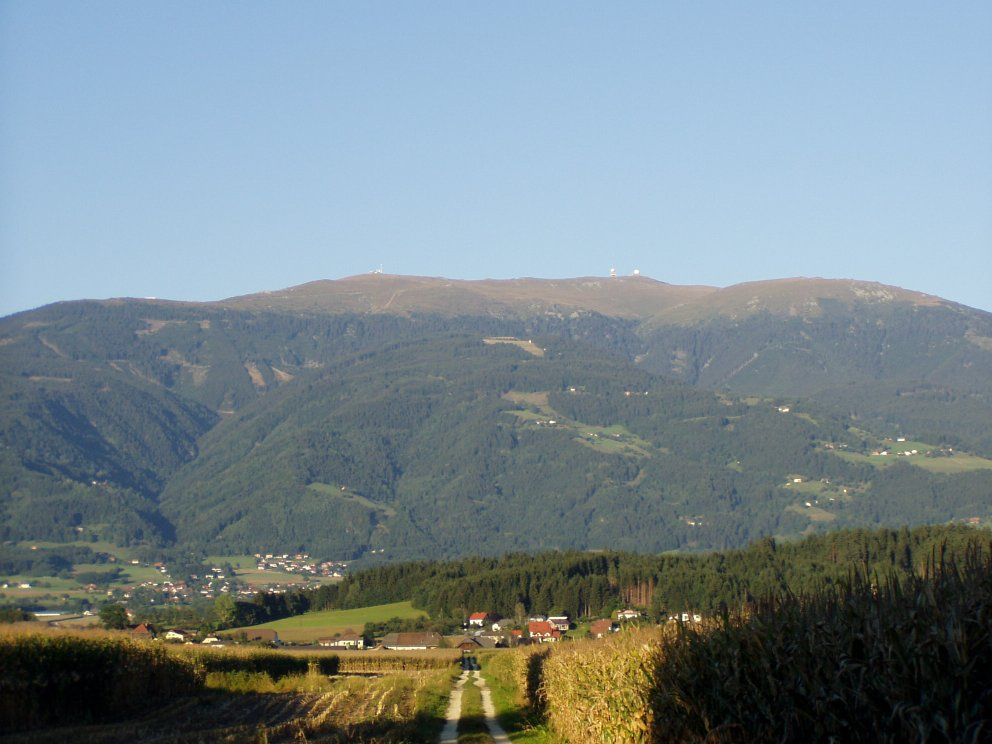

科尔山（德語：Koralpe）是奧地利的山峰，位于该国南部，屬於阿爾卑斯山脈的一部分，海拔高度2,140米，山體由變質岩組成。